# Misja Buddyjska – Trzy Schronienia w Polsce
Misja Buddyjska – Trzy Schronienia w Polsce – buddyjski związek wyznaniowy powstały w Polsce w sierpniu 1992 roku. 22 czerwca 1995 roku formalnie został zarejestrowany w Rejestrze Kościołów i Związków Wyznaniowych w dziale A pod pozycją 97.
Misja powstała staraniem osób, które od lat siedemdziesiątych prowadziły religijną działalność buddyjską w Polsce i mających doświadczenie praktykowania Dharmy w tradycyjnych klasztorach buddyjskich w Azji.
Misja Buddyjska jest też członkiem Europejskiej Unii Buddyjskiej i zorganizowała trwający tydzień coroczny kongres EUB w Szczecinie we wrześniu 2005 roku.
W 2008 roku Misja Buddyjska zrzeszała 2560 wiernych w całej Polsce, w tym również emigrantów z Azji; są wśród nich Wietnamczycy, Mongołowie, Japończycy. W 2011 roku misja posiadała 27 ośrodków oficjalnie zarejestrowanych oraz kilka niezarejestrowanych m.in. w Szczecinie, Katowicach, Kazimierzu Dolnym, Lublinie, Poznaniu, Radomiu, Ścieniawie Małej, Toruniu, Warszawie, Wólce Kosowskiej i we Wrocławiu. Z każdym rokiem wzrasta liczba ośrodków Misji w oparciu o rosnącą liczbę wiernych i osoby zdolne do prowadzenia ośrodków. Ośrodki te reprezentują różne tradycje buddyjskie, takie jak tybetańskie szkoły ningma, kagju, sakya oraz japońskie szkoły sōtō zen, rinzai zen i jōdo-shinshū.
Główna siedziba Misji Buddyjskiej w Polsce mieści się w Szczecinie. Głównym Opatem Misji jest Czcigodny Daiko Kanzen Osho (Jeremi Szczęsny Maślankowski).
Misja Buddyjska koncentruje się na przekazie do Polski tradycyjnej Dharmy Buddhy, wolnej od nieautoryzowanych zmian. Cel ten jest realizowany m.in. przez zapraszanie z Azji do Polski i wspomaganie nauczycieli Dharmy mających pełne i autentyczne wykształcenie religijne. Są to m.in. J.Ś. Gyalwang Drukpa, J.Ś. Gangteng Tulku Rinpocze Rikdzin Kündzang Pema Namgjal, J.E. Dzogczen Rinpocze, Khandro Rinpocze, Lama Jampa Thaye, rōshi Shōdō Harada, rōshi Kōshō Murakami, rōshi Bunryo Yamada oraz inni ważni nauczyciele.
Oprócz zapraszanych nauczycieli z krajów buddyjskich w Misji Buddyjskiej w Polsce działają polscy nauczyciele buddyjscy, którzy otrzymali tradycyjną edukację buddyjską.

## Publikacje
Organizacja wydała do tej pory dwie większe publikacje:
- Dhammapada - przekład pisma uznanego za najbardziej zwięzłe przedstawienie istoty nauki Buddhy.
- Buddyzm - próba przedstawienia ogólnego zarysu jednej z wielkich religii świata - buddyzmu.

Poszczególne ośrodki Misji Buddyjskiej wydają również swoje własne publikacje i książki, m.in. Instytut Marpy, świątynia Horakuji czy Sangha Jodo Shinhsu.